# 楊溥 (十國)
吳睿帝楊溥（900年—938年），五代十國時期南吳君主，亦是唯一正式稱帝的君主，吳太祖楊行密四子，母王氏。烈祖楊渥、高祖楊隆演之弟。

## 生平
杨隆演称吴国王时，封杨溥为丹阳郡公。吳武義二年（920年）楊隆演去世，因其三弟杨濛年长且不为权臣徐温所喜，楊溥為徐溫所迎繼吳國王位，明年（921年），改元順義。順義七年（927年），即皇帝位，改年號乾貞。乾貞三年（929年）改元大和。大和七年（935年），再改元天祚。
南吳於楊隆演及楊溥在位時，軍政大權皆操之在徐溫、徐知誥父子之中，之所以即國王位、帝位，只是為徐氏父子篡位稱帝之準備而已。
楊溥被徐温的亲信翟虔监视，王室用度都被翟虔限制。一次徐温入朝，杨溥故意把“雨”说成“水”，说翟虔父名翟雨，自己习惯了避讳，意在表达自己身为君主却对翟虔畏惧如此。徐温谢罪，请求处死翟虔。杨溥说不必，流放即可。徐温流放翟虔到抚州。
天祚元年，楊溥加中书令徐知誥为尚父、太师、大丞相、天下兵马大元帅，进封齐王，以昇州、润州、宣州、池州、歙州、常州、江州、饶州、信州、海州为齐国。徐知誥置百官，以金陵府为西都。
天祚三年（937年）正月，徐知誥建齐国，立宗庙、社稷，改金陵府为江宁府，子城称宫城，厅堂曰殿，册王妃为王后，世子为王太子，太妃为王太后。置左右丞相、百官如天子之制。当年十月乙酉，楊溥讓位予徐知誥，南吳亡。

## 退位
楊溥被徐知誥上尊號為高尚思玄弘古讓皇帝，安置于江都宫殿居住，其宗庙、正朔、乘舆、服御、均从吴国旧制，宫殿名称则从道教仙经中取名。楊溥在宫中多穿羽衣，习辟谷之术。渡江之际，赋诗：“烟凝楚岫愁千点，雨滴吴江泪万行。兄弟四人三百口，不堪端坐细思量。”
南唐昇元二年（938年），徐知誥（改名李昪）改润州牙城为丹杨宫，迁楊溥于其中，以严兵守护之。当年十一月辛丑，有使者来丹杨宫，楊溥方颂佛经于楼上，使者趋前，楊溥以香炉掷之，俄而去世，一说系遇弑，终年三十八岁。李昪废朝二十七日，追諡楊溥為睿皇帝。
昇元六年，南唐听宋齐丘之谋尽迁杨吴宗室于泰州，号“永宁宫”，守卫甚严，不使与外人通婚，久而男女自为婚配，国人哀怜。杨溥的儿子五岁，南唐遣中使拜官赐服，即日就去世。后周显德三年，周世宗征淮南，下诏安抚杨氏子孙。南唐元宗李璟遣园苑使尹廷范将杨氏宗族迁置京口。尹廷范杀楊溥二弟及男口六十余人，携妇女渡江。李璟怒曰“小人以不义之名累我”，下令腰斩尹廷范于市。后来宋齐丘也失势被逼自杀，临死感叹这是自己献计幽禁杨溥一族的报应。

## 家庭

### 皇后
- 王皇后

### 子女

#### 子
1. 皇太子（弘農靖王）楊璉
2. 江夏王 楊璘
3. 宜春王 楊璆
4. 杨某，五岁被南唐封官赐服，当天去世

#### 女
1. 上饶公主